# Children Act 1989
Children Act 1989 är en brittisk parlamentsakt som reglerar lagstiftningen om barnens förhållanden. Bland annat nämner den föräldraansvar. Senare lagar har tillkommit, som exempelvis Children (Scotland) Act 1995 i Skottland.

### Fotnoter
1. ↑  ”Children (Scotland) Act 1995”. http://www.legislation.gov.uk//ukpga/1995/36/contents.